# Pralay
Pralay o Proloy, en la mitologia hindú significa el dia en el qual la Terra serà destruïda per la fúria de la natura. El significat literal de Pralay és "destrucció" (traducció del sànscrit).
De Markandeya Purana: 
"Al final de la nit, quan l'inundador Pralay va retrocedir i el Senyor va despertar del seu somni prolongat, va començar a treballar en la Creació altra vegada. Va ser encara més impressionant per Markandeya veure la inundant aigua retrocedir i la nova creació succeint. Va començar a pregar al Senyor amb les mans plegades. Satisfet per les oracions, el Senyor va dir que sempre havia protegit als seus devots, fins i tot durant les crisis més severes. Markandeya llavors va preguntar sobre l'aparença dels autèntics devots del Senyor. També va expressar la seva curiositat per saber les raons del seu naixement."